# Elmarie Wendel
Elmarie Louise Wendel (condado de Howard, Iowa; 23 de noviembre de 1928-21 de julio de 2018) fue una actriz y cantante estadounidense, conocida por su papel de Mrs. Dubcek en la sitcom 3rd Rock from the Sun (1996-2001).

## Primeros años
Wendel nació en una granja en el condado de Howard (Iowa), el 23 de noviembre de 1928, siendo una de cinco hermanos. Pasó su infancia viajando con sus padres músicos y bailando con sus hermanas en clubes y salas de conciertos locales en el medio este, incluyendo entre ellos el Grand Ole Opry. Luego se mudó a Nueva York, donde obtuvo un gran éxito en producciones de Broadway y off-Broadway. Una gira nacional de la obra Annie la llevó a Los Ángeles, donde hizo una transición exitosa al cine y a la televisión. Hizo apariciones en varios shows como Seinfeld, Love & War, Murphy Brown, Murder, She Wrote y Empty Nest. Recientemente interpretó a Gina una trabajadora en una línea de montaje de una fábrica de aviación en George López.
Su carrera musical en el teatro incluye créditos en Wonderful Town, Cole Porter Revisited, Little Mary Sunshine y Gigi.

## Carrera
Sus otros créditos en televisión incluyen papeles como actriz invitada en series como Murphy Brown, Seinfeld, Love & War, Murder, She Wrote, y Empty Nest. Apareció en la película original para HBO And the Band Played On y en Far from Home. Más recientemente, interpretó un papel recurrente como Gina, una de los trabajadores de la línea de montaje en la fábrica de aviación en George Lopez. En teatro trabajó en Wonderful Town, Cole Porter Revisited, Little Mary Sunshine y Gigi, entre otras producciones.
Wendel participó en la sitcom 3rd Rock from the Sun (1996-2001) como Mrs. Dubcek, junto a John Lithgow, Kristen Johnston, French Stewart, Joseph Gordon-Levitt y Jane Curtin.

## Vida personal
Wendel fue madre de Jennifer "J.C." Wendel, que también es actriz (Dave's World).

## Muerte
Fue anunciado su muerte en el Instagram de su hija J.C. el 21 de julio de 2018. No se dieron las causas de su muerte.